# Estadi Nea Smyrni
L'Estadi Nea Smyrni és un estadi de futbol de la ciutat d'Atenes, al suburbi de Nea Smirni. Propietat del Panionios FC, l'estadi Nea Smyrni va ser inaugurat el 1940 i reformat el 1998. L'estadi té una capacitat d'11.700 espectadors i unes dimensions de 105x72.